# Каролинский институт
Каролинский институт (швед. Karolinska Institutet, англ. Karolinska Institute) — крупнейший шведский и один из крупнейших в Европе медицинских университетов.

## История
Каролинский институт был основан по указу шведского короля Карла XIII в 1810 году. Необходимость создания института была продиктована только что закончившейся Финляндской (Русско-шведской) войной, в ходе которой была выявлена острая недостача шведских военных хирургов. Однако уже в 1811 году Каролинский институт получил лицензию на подготовку не только хирургов, но и врачей общей практики. В 1813 один из первых профессоров, Йёнс Якоб Берцелиус, заложил основы научно-исследовательской школы при Каролинском институте. В 1861 институт получил право присуждать ученые степени, и таким образом получил университетский статус. В 1895 году, согласно завещанию Альфреда Нобеля, Каролинский институт получил право присуждать Нобелевские премии в области физиологии и медицины. Изначально здание института располагалось на острове Kungsholmen (запад Стокгольма), однако позже главный кампус был перенесен в муниципалитет Сольна, рядом со Стокгольмом. Ещё один кампус был образован в 1972 году во Флемингсберге (муниципалитет Худдинге) к югу от Стокгольма. На сегодняшний день, больницы Каролинского университета, расположенные в Сольне и Худдинге, связаны с университетом как исследовательское и образовательное учреждение. Вместе они образуют академический научный центр здоровья. Это один из крупнейших центров в Швеции для подготовки кадров и проведения исследований, на которые приходится 40 процентов медицинских академических исследований, проведенных по всей стране. Хотя большинство из медицинских программ преподаются на шведском языке, часть проектов для докторов философии проводятся на английском языке. Институт является членом Лиги европейских научных университетов.

## Образование и научная деятельность
По данным на 2015, в Каролинском институте обучается около 6000 студентов на уровне бакалавриата и магистратуры, а также 2071 студент на уровне докторантуры. Подготовка специалистов включает программы в области клинической практики, а также разнообразные научно-исследовательские курсы при 22 факультетах:
- Биологических наук и питания
- Клеточной и молекулярной биологии
- Клинической неврологии
- Клинических наук и образования (госпиталь Söder)
- Клинических наук (госпиталь Danderyd)
- Клинических наук и технологии
- Стоматологический
- Медицины окружающей среды
- Лабораторной медицины
- Информатики, менеджмента и этики
- Биохимии и биофизики
- Эпидемиологии и биостатистики
- Медицины (Худдинге)
- Медицины (Сольна)
- Микробиологии, онкологии и клеточной биологии
- Молекулярной медицины и хирургии
- Нейробиологии
- Неврологии
- Онкологической патологии
- Физиологии и фармакологии
- Общественного здравоохранения
- Акушерства и гинекологии

Срок обучения в докторантуре — 4 года, однако по окончании 2 лет обучения может быть присвоена степень Лицензиата. Ежегодно зачисляется около 350 докторантов. Научно-исследовательская работа является обязательной для большинства преподавателей. В институте широко распространены программы международного обмена. При зачислении иностранных студентов используется Европейская система перевода и накопления баллов.

## Рейтинг
Рейтинговое агентство QS World University Rankings ежегодно публикует рейтинг Каролинского института в области естественных наук и медицины:
| Год       | В Швеции | В Европе | В мире |
| --------- | -------- | -------- | ------ |
| 2013—2014 | 1        | 3        | 10     |
| 2014—2015 | 1        | 3        | 8      |
| 2015—2016 | 1        | 3        | 9      |

## Известные выпускники и преподаватели
- Берцелиус, Йёнс Якоб (1779—1848) — шведский химик и минералог, первый профессор Каролинского института (1810—1832)
- Гусс, Магнус — медик, профессор Каролинского института, член Шведской и Датской королевских академий наук.
- Кей, Эрнст Аксель Генрик (1832—1901) — врач и патологоанатом, ректор института (1886—1897)
- Херберт Оливекруна (1891—1980) — основатель шведской и один из основоположников мировой нейрохирургии
- Ларс Лекселл (1907—1986) — основатель радиохирургии
- Свен Ивар Сельдингер (1921—1998) — интервенционный радиолог, изобретатель метода катетеризации полых органов по проводнику (катетеризация по Сельдингеру)
- Теорелль, Аксель Хуго Теодор (1903—1982) — шведский биохимик. В 1955 году получил Нобелевскую премию по физиологии и медицине за открытия, касающиеся природы и механизма действия окислительных ферментов.
- Тигерстедт, Роберт (1853—1923) — шведско-финский физиолог.
- Эйлер, Ульф фон (1905—1983) — шведский физиолог и фармаколог, лауреат Нобелевской премии по физиологии и медицине 1970 года за открытия, касающиеся гуморальных передатчиков в нервных окончаниях и механизмов их хранения, выделения и инактивации.
- Бергстрём, Суне (1916—2004) — шведский биохимик. Получил Нобелевскую премию по физиологии и медицине 1982 года за открытия, касающиеся простагландинов и близких к ним биологически активных веществ.
- Магнус Густаф Ретциус (1842-1919) — шведский физиолог, антрополог, гистолог.
- Самуэльсон, Бенгт (1934) — шведский биохимик. Получил Нобелевскую премию по физиологии и медицине 1982 года за открытия, касающиеся простагландинов и близких к ним биологически активных веществ.
- Линдаль, Томас (1938) — учёный-биохимик, исследователь раковых заболеваний. В 2015 году получил Нобелевскую премию по химии за исследование механизмов репарации ДНК.
- Ева Кляйн (род. 1925) — венгерско-шведский учёный-иммунолог, известная как одна из первооткрывательниц естественных клеток-киллеров.
- Эйнхорн, Ежи (1925—2000) — шведский учёный, врач, политик.

## Галерея
- Здание Каролинского института на улице Hantverkargatan в Кунгсхольмене[англ.], Стокгольм
- Центральный кампус в Сольне
- Центральный кампус в Сольне. Вход с улицы Solnavägen
- Центральный кампус в Сольне. Лаборатория Берцелиуса
- Центральный кампус в Сольне. Университетская библиотека и лаборатория Берцелиуса
- Центральный кампус в Сольне. Старый двор
- Центральный кампус в Сольне. Aula Medica
- Южный кампус во Флемингсберге. Здания больницы (слева) и научно-исследовательского центра Novum (справа)
- Южный кампус во Флемингсберге. Центральный вход в больницу